# Franz Kirschner (politik)
Franz Kirschner (10. ledna 1851 Maria Rain – 14. července 1929 Maria Rain) byl rakouský politik německé národnosti, na konci 19. století poslanec Říšské rady.

## Biografie
Profesí byl zemědělcem. Hrál významnou roli v politické a hospodářském životě Korutan.
Byl poslancem Říšské rady (celostátního parlamentu Předlitavska), kam usedl ve volbách roku 1891 za kurii venkovských obcí v Korutanech, obvod Klagenfurt, Völkermarkt atd. Ve volebním období 1891–1897 se uvádí jako Franz Kirschner, zemědělec, bytem Gaisach.
Po volbách roku 1891 je uváděn jako člen klubu Sjednocené německé levice, do kterého se spojilo několik ústavověrných (liberálně a centralisticky orientovaných) proudů. Z klubu Sjednocené německé levice vystoupil s mnoha dalšími poslanci koncem roku 1896. Podle nekrologu z roku 1929 zastupoval v Říšské radě Německou lidovou stranu.
Zemřel v červenci 1929 na svém hospodářství v Korutanech.